# Spacecraft
Spacecraft è un singolo della cantante italiana Dolcenera, pubblicato il 22 aprile 2022.

## Video musicale
Il video è stato diretto da Lorenzo Silvestri e Andrea Santaterra, in arte Bendo, girato presso gli Studi di Cinecittà e con protagonisti Dolcenera e l'attore Leonardo Nenna. È stato reso disponibile in concomitanza del lancio del singolo attraverso il canale YouTube della cantautrice.

## Tracce
Download digitale
1. Spacecraft – 3:35

Download digitale – remix
1. From a Spacecraft – 3:36